# Hartwick (hrabstwo Otsego)
Edmeston – jednostka osadnicza w Stanach Zjednoczonych, w stanie Nowy Jork, w hrabstwie Otsego.